# 沙托鲁机场
沙托鲁机场，商业名称为沙托鲁中央机场（法語：Aéroport de Châteauroux-Centre），是法国中部城市沙托鲁的城市客运机场，其主体部分位于代奥勒和库万两个市镇范围内，距离沙托鲁市中心大约7公里。

## 历史
沙托鲁机场最初于1909年开始谋划，1915年建成。彼时正值一战爆发，法军利用沙托鲁机场建成了沙托鲁-代奥勒航空基地和一所军事学校。1936年，机场附近的Bloch航空器械厂建成，二战末期，为避免被纳粹德军控制，Bloch工厂被盟军炸毁。二战结束后，沙托鲁机场成为一处北约基地，直至1967年驻法美军撤离。此后沙托鲁机场逐渐转为民用，该机场曾先后经停多条固定及季节性航班。自2019年起，沙托鲁机场仅开行国际包机航线。

## 航空公司与目的地
截至2024年12月，沙托鲁机场暂无固定及季节性旅客航线。

## 接驳交通
沙托鲁机场前方建有停车场，另有公交6路可直通沙托鲁市区。